# Серена, Адельки
Адельки Серена (итал. Adelchi Serena; 1895, Л’Акуила, Абруццо — 1970, Рим) — итальянский государственный деятель, Генеральный секретарь Национальной фашистской партии (1940—1941).

## Биография
Адельки Серена родился в 1895 году в Л’Акуиле. После сдачи экзаменов по юриспруденции работал адвокатом. В 1915 году добровольцем вступил в армию и участвовал в Первой мировой войне, был награждён медалью за воинскую доблесть. В 1921 году примкнул к фашистскому движению и вступил в Национальную фашистскую партию. С 1922 года Федеральный секретарь партии в Л’Акуиле, а с 1926 мэр Л’Акуилы. С 1924 до 1939 года депутат парламента. С 1932 член Директората Национальной фашистской партии, в 1934—1937 и 1940—1941 член Большого фашистского совета. С 1933 до 1939 года заместитель Генерального секретаря Национальной фашистской партии, ближайший помощник Акилле Стараче. С 1935 по 1936 год вёл активную пропаганду за войну в Эфиопии. С 1939 министр общественных работ. 12 июня 1940 назначен вместо Этторе Мути Генеральным секретарём Национальной фашистской партии. 27 декабря 1941 заменён Альдо Видуссони на посту Генерального секретаря. После падения режима 25 июля 1943 года отходит от политики и уходит в частную жизнь. Умер в 1970 году в Риме.